# Archsum (Schiff)
Die Archsum wurde 1957 von der Werft Nobiskrug mit der Baunummer 603 für die Nordfriesische Reederei in Kampen auf Sylt als Frachtschiff mit einer Tragfähigkeit von 6400 tdw gebaut.

## Geschichte
Der Frachter Archsum wurde von der Rendsburger Reederei Thomas Entz & Sohn bestellt und lief am 12. Oktober 1957 vom Stapel. Das Schiff absolvierte im Dezember 1957 erfolgreich seine Probefahrt und wurde am 30. Dezember 1957 abgeliefert. Korrespondentreeder war Zerssen & Co., Rendsburg. Der Neubau trug den Namen des Ortes Archsum der Insel Sylt und bedeutet Siedlung des Arke oder Erke.

## Schiffsbeschreibung
Die Archsum hatte eine Länge Lpp von 103,5 m und eine Breite von 15 m. Sie war als Frachter mit 4185 BRT als Volldecker vermessen und hatte eine Tragfähigkeit von 6400 tdw. Die von MWM gebauten Viertaktmotoren hatten als Antriebsmotoren eine Nennleistung von je 1618 kW. Sie verliehen dem Schiff eine Nenngeschwindigkeit von 14,5 kn.